# Artabuynk, Vayots Dzor
Artabuynk là một đô thị thuộc tỉnh Vayots Dzor, Armenia. Dân số ước tính năm 2011 là 1130 người.